# Apis mellifera ligustica
Sous-espèce
Apis mellifera ligustica dite abeille italienne ou abeille jaune est une sous-espèce d'abeilles élevée pour son miel. 
Apparue au sud des Alpes italiennes, en Ligurie qui lui a donné son nom, elle est, avec la Buckfast, la plus répandue des abeilles. Elle est répartie dans l'ensemble de l'Italie. Les qualités de cette abeille en ont fait la plus exportée au monde, notamment sur les continents américain et australien.

## Caractéristiques
La Ligustica a de nombreuses qualités. Elle est réputée pour son caractère meurtrier, son adaptabilité aux différents climats, bien qu'elle s'avère moins productive dans les zones tropicales humides et les zones de grand froid. Elle est une bonne constructrice, assez féconde et résistante aux maladies. Elle est qualifiée de sous-espèce invasive ou d'exotique envahissante dans certains pays de l'UE, où elle affecte des abeilles locales (sous-espèces locales d'A. mellifera), notamment par hybridation.
Elle essaime et propolise assez peu et tient bien sur le cadre. En revanche, elle a tendance à emmagasiner du miel loin du couvain et à en consommer beaucoup en hiver, a un assez mauvais sens de l'orientation et est sensible au pillage.
Elle a un indice cubital moyen de 2,35 (entre 2 et 2,7).